# Parashorea dussaudii
Parashorea dussaudii är en tvåhjärtbladig växtart som beskrevs av Tardieu. Parashorea dussaudii ingår i släktet Parashorea och familjen Dipterocarpaceae. Inga underarter finns listade i Catalogue of Life.